# ひたちなか・東海広域事務組合消防本部
ひたちなか・東海広域事務組合消防本部（ひたちなか・とうかいこういきじむくみあいしょうぼうほんぶ）は、茨城県ひたちなか市東海村の消防組合（消防本部）。管轄区域はひたちなか市・東海村全域。

## 概要
- 消防本部：ひたちなか市笹野町2丁目8-1
- 管内面積：136.55km2
- 職員定数：216人
- 消防署4カ所
- 主力機械（2019年4月1日現在）
  - 普通消防ポンプ自動車：6
  - 水槽付消防ポンプ自動車：5
  - はしご付消防自動車：1
  - 屈折はしご付消防自動車：1
  - 化学消防自動車：2
  - 小型動力ポンプ付水槽車：1
  - 救助工作車：2
  - 救急自動車：10
  - 支援車：1
  - 指揮車：4
  - 連絡車：5
  - 査察車：3
  - 搬送車：5
  - 水防車：1
  - 広報車：3
  - 警防車：3
  - 防災指導車：1う

## 沿革
- 1994年11月1日　勝田市と那珂湊市の新設合併により、ひたちなか市が発足。勝田市消防本部と那珂湊市消防本部を統合し、ひたちなか市消防本部を開設。
- 2012年4月1日　ひたちなか市と東海村両市が広域事務組合に移行し、それに伴いひたちなか市消防本部と東海村消防本部を統合し、ひたちなか・東海消防事務組合消防本部を開設。

## 組織
- 本部 - 総務課、予防課、警防課、防災指導課、通信指令課
- 消防署

## 消防署
| 消防署       | 住所                    | 出張所 |
| ------------ | ----------------------- | ------ |
| 笹野消防署   | 笹野町2丁目8-1          | なし   |
| 神敷台消防署 | 南神敷台7-1             | なし   |
| 田彦消防署   | 大字田彦1428            | なし   |
| 東海消防署   | 那珂郡東海村村松2124-11 | なし   |